# 中野耕史
中野 耕史（なかの こうじ、1972年12月13日 - ）は、関西を中心に活躍するラジオDJ、サービス介助士2級インストラクターである。
フリーだが、セイと業務提携を結んでいる。

## 人物・略歴
- 大阪府出身。血液型・AB型。
- 座右の銘は「keep on wishing（願い続ける）」。自身のサインにもこの言葉が添えられている。
- もともと音楽が好きで、将来は音楽のあるところで生活していきたいと漠然とは考えていたものの、具体的になりたいものまでは見つかっていなかった。その後、予備校時代に受験勉強をしながら聴いていたFMのラジオ番組で、自分の好きな曲のことを熱い思いで楽しそうに語っていたDJの話を聞いているうちに、直感的にFMのDJになる夢を志すようになる。
- DJには人生経験が必要だと考え、さまざまな職種を体感するために多くのアルバイトを経験した。おもな職種は、新聞配達・郵便配達・カフェ・コンビニ・ジーンズショップ・カメラ店の写真現像機の修理・コンサートスタッフ・ホテルの宴会係・化粧品の実演販売など。
- DJになるために漫才師になろうと考え、吉本総合芸能学院（NSC）を受験したことがある。漫才師は下積み時代からラジオでレギュラーを持っているイメージが当時あったため、自分もラジオのレギュラー番組を獲得すべく、まず漫才師になって、ラジオの世界に入り、そこからFMのDJを目指すことを思いついた。だが、オーディションで志望動機を聞かれた時に「FMのDJになりに来ました!」と真正直に答えたため落とされている。
- 通っていたMCスクールからの紹介で入った、神戸のコミュニティFM・FM MOOV KOBEでデビュー。その後Kiss-FM KOBEのオーディションを受けて合格し、2000年4月からスタートした『LUNCHTIME RIPPLE FRIDAY』で同局のサウンドクルー（DJ）として本格的にデビューを果たす。2017年1月現在、2003年4月1日にKiss-FM KOBEがJFNに加入する前から番組担当を継続している唯一のサウンドクルーである。
- 2008年2月22日に結婚。自身の公式サイトにおいて、同日発表された。現在四児の父でもある（担当番組やTwitterで明かしている[1][2]）。
- Care-Fit WEB STATION Kizzna〜紲〜の番組出演などを機に、2008年にサービス介助士2級、2010年にサービス介助士2級インストラクターの資格を取得した。2012年には防災介助士の資格も取得している。
- DJのみならず、近年は番組の制作業務にも携わっている。
- 上京後は東京都中野区に在住していたが[3]、2010年4月から『SUPER TODAY FUJI』（FM-FUJI）を担当するのを機に山梨県甲府市へ移住[4]。2013年3月にFM-FUJIを卒業後は再び関西に拠点を戻す[5]。
- 2013年、音楽プロダクション・神戸AMPの1億2千万人総ミュージシャン化計画「AMP48」第3弾アーティストとして、「DJスター」でCDデビュー[6]。

## 現在出演中の番組

### ラジオ
- 4 SEASONS 月・火曜担当(Kiss-FM KOBE、2010年10月 - 2021年3月31日)
- Wave!!!!月・水曜担当(Kiss-FM KOBE、2021年4月 - )

### ゲーム
- 実況パワフルプロ野球(コナミ→KDE-J：スタジアムDJ、12〜)
- プロ野球スピリッツ(コナミ→KDE-J：スタジアムDJ、2〜)
- BASEBALL HEROES(コナミ→KDE-J：スタジアムDJ)

## 過去に出演したおもな番組

### ラジオ
- LUNCHTIME RIPPLE FRIDAY(Kiss-FM KOBE)
- LUNCH ON Kiss FRIDAY(Kiss-FM KOBE)
- Kiss COAST FREEWAY(Kiss-FM KOBE)
- Kiss MORNINGBIX 水曜・木曜担当(Kiss-FM KOBE)
- DAIEI STYLISH BREEZE (Kiss-FM KOBE)
- BRANDNEW KOBE 水曜・木曜担当〔2004年4月 - 2006年9月〕、月曜・火曜担当〔2009年1月 - 7月〕(Kiss-FM KOBE)
- JAC SOUND FREEWAY(Kiss-FM KOBE)
- Kiss MUSIC PRESENTER 月曜・火曜担当〔2006年10月 - 2007年6月〕、月曜担当〔2009年8月 - 2010年9月〕(Kiss-FM KOBE)
- kankiss.jp〜関西にキッスしよ!〜→kankiss.jp from アメリカ村 MichelCube(Kiss-FM KOBE)
- MOOV DELICIOUS FLAVOR 月曜担当(FM MOOV KOBE)
- Feel COZY〔『SANAIZAKA CAFE』火曜コーナー〕（Care-Fit WEB STATION Kizzna〜紲〜）
- Kizzna Style 月曜→火曜・「ただいまこうじ中」（Care-Fit WEB STATION Kizzna〜紲〜）
- Hit & Fit（Care-Fit WEB STATION Kizzna〜紲〜）
- ケアフィットソサエティ倶楽部（INTERNET RADIO STATION Kizzna）
- SUPER TODAY FUJI 木曜・金曜担当（FM-FUJI、2010年4月 - 2011年3月）
- Yes! Morning 木曜・金曜担当(FM-FUJI、2011年4月 - 2012年3月）
- GOOD DAY 水曜担当(FM-FUJI、2012年4月4日 - 2013年3月27日）
- MUSIC WIRE(FM-FUJI、2012年4月1日 - 2013年3月31日）

### テレビ
- BEST OF J-GROOVE（UHF系、ナレーション）
- AZ-MIX TV（ナレーション）
- MJ NEWS（地上波・Music Japan TV、メインVJ）
- テレビ☆クーポンポン!(BAN-BANテレビ)

### CM
- 倉木麻衣シングル「Time after time〜花舞う街で〜」（2003年/ナレーション）
- 愛内里菜ライブDVD「RINA AIUCHI LIVE TOUR 2002 "POWER OF WORDS"」（2002年/ナレーション）
- フレッド・ペリー（ラジオCM）
- BigBird1stフルアルバム「今、キミの手をとって。」（ラジオCM）
- ナショナル掃除機・MC-P8000WX「Let's Clean Show　お掃除体験編・お宅訪問編」（ウェブCM）

### 映画
- アルビノの海（2001年・向井宏監督、ぴあフィルムフェスティバル2002出品作品、鈴木みのる役）

### その他
- バイクレース実況DJ
  - 鈴鹿サーキット
  - 近畿スポーツランド
- 大型ビジョン番組ナレーション
  - アドビジョン（大阪・心斎橋筋）
- 店内DJ
  - HMV(心斎橋店、阿倍野店)
- ファッションショーMC
- イベントMC
- コラム連載
  - 『Styler』「中野耕史のCozy Radio」

など

## CD
- DJスター（2013年4月9日）